# Dennis Odhiambo
Dennis Odihambo (Siaya, 18 marzo 1985) è un calciatore keniota, centrocampista del Sofapaka e della Nazionale keniota.

## Caratteristiche tecniche
È un esterno sinistro.

## Carriera

### Nazionale
Ha esordito con la nazionale keniota il 26 marzo 2011 disputando l'incontro di qualificazione per la Coppa d'Africa 2012 vinto 2-1 contro l'Angola.
È stato convocato per disputare la Coppa d'Africa 2019.